# Cuíto
Cuíto är en provinshuvudstad i Angola.   Den ligger i provinsen Bié, i den centrala delen av landet, 600 kilometer sydost om huvudstaden Luanda. Cuíto ligger 1 715 meter över havet och antalet invånare är 113 624.
Terrängen runt Cuíto är en högslätt, och sluttar österut. Det finns inga andra samhällen i närheten.
Omgivningarna runt Cuíto är huvudsakligen savann. Runt Cuíto är det ganska glesbefolkat, med 23 invånare per kvadratkilometer.